# Konstantinopolský patriarchát
Ekumenický konstantinopolský patriarchát či zkráceně Konstantinopolský patriarchát (řecky Οικουμενικό Πατριαρχείο Κωνσταντινουπόλεως; turecky Rum Ortodoks Patrikhanesi, İstanbul Ekümenik Patrikhanesi,) je jednou ze čtrnácti autokefálních pravoslavných církví. Po rozpadu pentarchie po velkém schismatu je namísto římského patriarchy (papeže) první mezi rovnými právě patriarcha konstantinopolský.

## Patriarcha

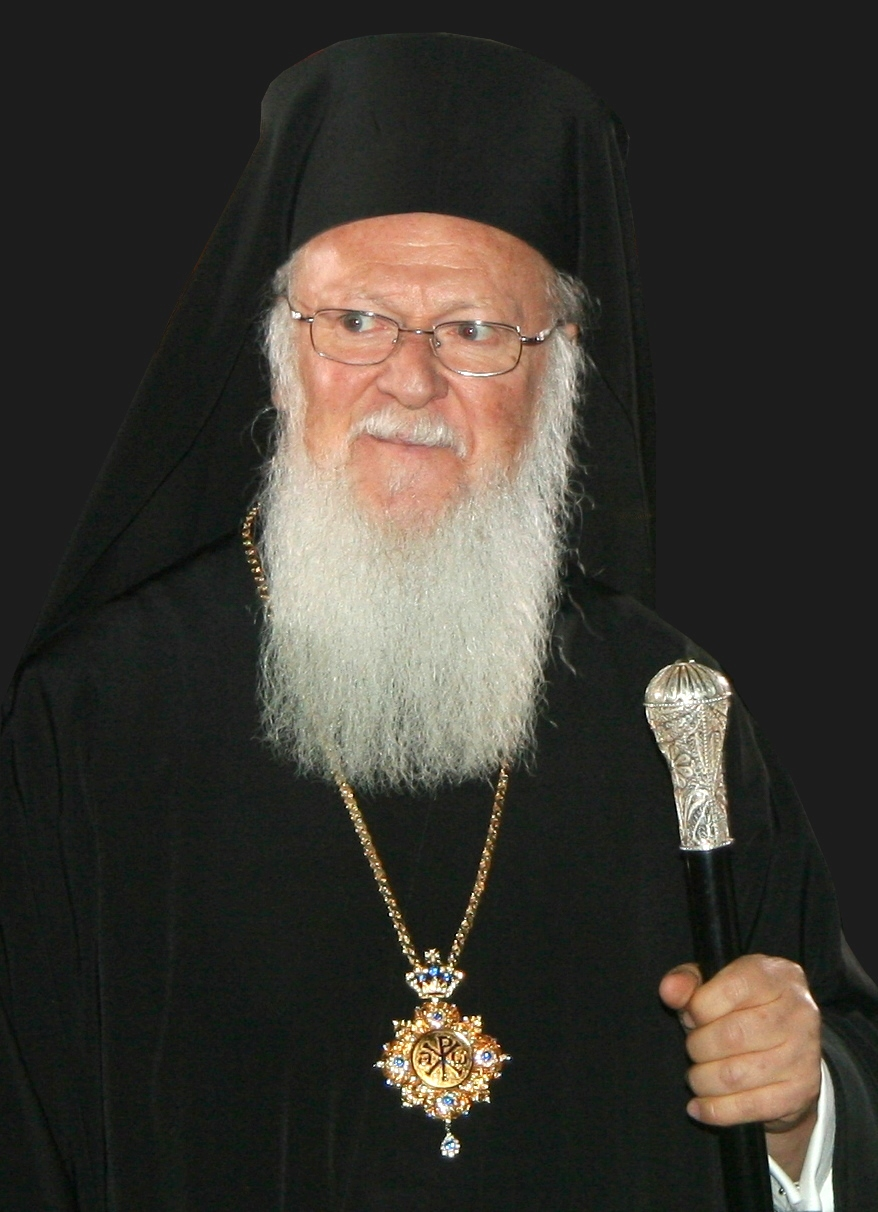
Současný patriarcha Bartoloměj I.

Znak současného konstantinopolského patriarchy Bartoloměje I.

Její hlavou je ekumenický neboli všeobecný patriarcha, který v rámci pravoslavných biskupů požívá status prvního mezi rovnými. Podle tradice počátky patriarchátu sahají ke kázání svatého Ondřeje roku 38 v Byzantiu, na jehož místě později císař Konstantin I. Veliký dal vybudovat nové hlavní město Římské říše Konstantinopol. Současným patriarchou je Bartoloměj I.
Konstantinopolský ekumenický patriarcha je první mezi rovnými nebo první čestný mezi všemi východními pravoslavnými biskupy, který osobně — nebo prostřednictvím delegáta — předsedá jakékoli radě pravoslavných primasů nebo biskupů, které se účastní a slouží jako hlavní mluvčí pravoslavné církve. Pravoslavné přijímání zejména v ekumenických kontaktech s jinými křesťanskými denominacemi. Nemá přímou jurisdikci vůči ostatním patriarchům nebo jiným autokefálním pravoslavným církvím, ale jako jediný ze svých kolegů primasů má právo svolávat mimořádné synody složené z nich nebo jejich delegátů k řešení ad hoc situací a také dobře svolává- v posledních 40 letech navštěvoval panortodoxní synody. Jeho jedinečná role často vidí ekumenického patriarchu označovaného jako duchovní vůdce   pravoslavné církve v některých zdrojích, ačkoli toto není oficiální titul patriarchy ani se obvykle nepoužívá v odborných zdrojích o patriarchátu. Pravoslavná církev je zcela decentralizovaná: nemá žádnou ústřední autoritu, pozemskou hlavu ani jediného biskupa ve vedoucí roli. Protože má kanonicky synodický systém, výrazně se odlišuje od hierarchicky organizované katolické církve, jejíž doktrínou je papežská nadřazenost a jejíž hlavou je papež . Jeho tituly primus inter pares . „první mezi rovnými“ a „ekumenický patriarcha“ mají spíše čest než autoritu a ve skutečnosti ekumenický patriarcha nemá žádnou skutečnou autoritu nad církvemi kromě konstantinopolské.   

## Metropolie
- Metropolie Hongkong a Jihovýchodní Asie